# Sanna Martin (skådespelare)
Susanna (Sanna) Maria Martin, född Nylander 29 april 1975  i Bryssel, är en svensk skådespelare och sångare.

## Biografi
Martin växte upp i Bryssel, Göteborg och Stockholm. Hon utbildades vid Kulturama i Stockholm 1994-1995, Teaterverkstan 1996-1997 och Balettakademien i Göteborg 1998-2001. Hon debuterade i Sound of Music på Göta Lejon 1995 och har sedan dess synts i shower, pjäser och musikaler.
1996-2009 var hon medlem i gospelkören One Voice. Som solist har hon deltagit i flera konserter, som Kunskapsgalan i Stockholms stadshus 2007 och 2010, Last night of the proms i Konserthuset 2007 och Stockholm Water Prize 2012 och 2013. 2011 släppte hon sitt debutalbum Min vrå av världen – 9 sånger av Peter LeMarc
Hon är gift med Robert Martin, med vilken hon har två döttrar.

## Filmografi
| År   | Produktion                          | Noter                           |
| ---- | ----------------------------------- | ------------------------------- |
| 2008 | Hjärtrud - kvinnan i ditt liv       | Kortfilm                        |
| 2008 | High School Musical - Utmaningen    | Röst i svensk dubbning          |
| 2010 | Magi på Waverly Place               | TV-serie Röst i svensk dubbning |
| 2011 | Happy Feet 2                        | Röst i svensk dubbning          |
| 2011 | Tingeling och älvornas mästerskap   | Röst i svensk dubbning          |
| 2011 | Gnomeo och Julia                    | Röst i svensk dubbning          |
| 2012 | Lorax                               | Röst i svensk dubbning          |
| 2012 | Modig                               | Röst i svensk dubbning          |
| 2012 | Tomtetass 2 - Julens hjältar        | Röst i svensk dubbning          |
| 2012 | Austin och Ally                     | TV-serie Röst i svensk dubbning |
| 2014 | Tingeling - Legenden om önskedjuret | Röst i svensk dubbning          |
| 2014 | Flygplan 2: Räddningstjänsten       | Röst i svensk dubbning          |
| 2015 | Descendants                         | Röst i svensk dubbning          |
| 2016 | Vaiana                              | Röst i svensk dubbning          |
| 2017 | Skönheten och odjuret               | Röst i svensk dubbning          |
| 2017 | Bilar 3                             | Röst i svensk dubbning          |
| 2022 | Avförtrollad                        | Röst i svensk dubbning          |

## Teater

### Roller (ej komplett)
| År   | Roll                         | Produktion                                                                          | Regi                   | Teater                   |
| ---- | ---------------------------- | ----------------------------------------------------------------------------------- | ---------------------- | ------------------------ |
| 1995 | Syster Berthe                | Sound of Music Richard Rodgers, Oscar Hammerstein, Howard Lindsay och Russel Crouse | Trond Lie              | Göta Lejon               |
| 2003 | Joanie Lish                  | Allt eller inget David Yazbek och Terrence McNally                                  | Åsa Melldahl           | Göteborgs stadsteater    |
| 2003 | Berättare Sångerska          | Blodsbröllop Federico García Lorca                                                  | Emilio Hernández       | Göteborgs stadsteater    |
| 2004 | Suzana                       | Ingenmansland - Minnen från Bosnien Daniel Engström och Daniel Bergström            | Anders Butta Börjesson | Teater Underground       |
| 2006 | Medverkande                  | Täljerevyn                                                                          |                        | Estrad                   |
| 2006 | Emma                         | Three lucky swedes                                                                  |                        | CCC Karlstad             |
| 2007 | Medverkande                  | Täljerevyn                                                                          |                        | Estrad                   |
| 2007 |                              | Hur e läget?                                                                        |                        | Playhouse Teater         |
| 2008 | Nellie Lucy Harris US        | Jekyll & Hyde Frank Wildhorn, Leslie Bricusse, Frank Wildhorn och Steve Cuden       | Staffan Aspegren       | Chinateatern             |
| 2008 | Ensemble Mrs George          | My Fair Lady Frederick Loewe och Alan Jay Lerner                                    | Tomas Alfredson        | Oscarsteatern            |
| 2009 |                              | Hur e läget?                                                                        |                        | Playhouse Teater         |
| 2012 | Andra tvillingen Mrs Darling | Peter Pan och Wendy J.M. Barrie                                                     | Pia Johansson          | Kulturhuset Stadsteatern |
| 2014 |                              | Mass Leonard Bernstein och Stephen Schwartz                                         | Staffan Aspegren       | Oscarskyrkan             |
| 2014 |                              | Mitt enda liv Jonas Gardell                                                         |                        | Maximteatern/ Turné      |
| 2015 | Aviatrisen                   | Förklädet Bob Martin, Don McKellar, Lisa Lambert och Greg Morrison                  | Edward af Sillén       | Göta Lejon               |
| 2016 | Madame Giry                  | The Phantom of the Opera Andrew Lloyd Webber, Charles Hart och Richard Stilgoe      | Harold Prince          | Cirkus, Stockholm        |
| 2018 | Mrs Santiago                 | Ghost Dave Stewart, Glen Ballard och Bruce Joel Rubin                               | Anders Albien          | Chinateatern             |